# Stetsonville
Stetsonville és una població dels Estats Units a l'estat de Wisconsin. Segons el cens del 2000 tenia 563 habitants.

## Demografia
Segons el cens del 2000, Stetsonville tenia 563 habitants, 230 habitatges, i 158 famílies. La densitat de població era de 587,5 habitants per km².
Dels 230 habitatges en un 35,2% hi vivien nens de menys de 18 anys, en un 57,8% hi vivien parelles casades, en un 7,8% dones solteres, i en un 31,3% no eren unitats familiars. En el 29,1% dels habitatges hi vivien persones soles el 14,3% de les quals corresponia a persones de 65 anys o més que vivien soles. El nombre mitjà de persones vivint en cada habitatge era de 2,45 i el nombre mitjà de persones que vivien en cada família era de 3,04.
Per edats la població es repartia de la següent manera: un 28,2% tenia menys de 18 anys, un 7,3% entre 18 i 24, un 29,7% entre 25 i 44, un 19% de 45 a 60 i un 15,8% 65 anys o més.
L'edat mediana era de 35 anys. Per cada 100 dones de 18 o més anys hi havia 87,9 homes.
La renda mediana per habitatge era de 32.045 $ i la renda mediana per família de 40.938 $. Els homes tenien una renda mediana de 31.563 $ mentre que les dones 23.875 $. La renda per capita de la població era de 15.531 $. Aproximadament el 3,2% de les famílies i el 4,4% de la població estaven per davall del llindar de pobresa.

## Poblacions més properes
El següent diagrama mostra les poblacions més properes.